# ФК Балкански
ФК Балкански је српски фудбалски клуб из Димитровграда, и тренутно се такмичи у Зони Исток, четвртом такмичарском нивоу српског фудбала.

## Историја
Клуб је основан 1924. као ФК Балкан, а променио је своје име неколико пута пре Другог светског рата. Након Другог светског рата (1945) клуб је ре-основан као Асен Балкански. 1950-их поново мења име у Спортист, али 60-их је враћено старо име Асен Балкански. Коначно, 1994. клуб добија садашње име Фудбалски клуб Балкански.